# Yu Kimura
Yu Kimura (født 3. juni 1994) er en japansk fodboldspiller, som spiller for den japanske fodboldklub AC Nagano Parceiro.